# Brunon de Cologne
Pour les articles homonymes, voir Bruno.
Ne doit pas être confondu avec Bruno le Chartreux.
Brunon ou Bruno, dit le Grand, né en mai 925, mort à Reims le 11 octobre 965, fut archevêque de Cologne et duc de Lotharingie. Il est fêté le 11 octobre.

## Biographie
Brunon était le fils cadet d'Henri Ier l'Oiseleur, roi de Germanie, et de Mathilde de Ringelheim, et le frère d'Otton Ier, qui deviendra le premier empereur germanique en 962.
Dès son plus jeune âge, il fut destiné à une carrière ecclésiastique. Il eut pour précepteur l'érudit Israël le Grammairien.
En 953, l'archevêché de Cologne devint vacant, alors que le duc de Lotharingie, Conrad le Roux, gendre d'Othon Ier, se révoltait contre son beau-père. Pour renforcer sa position dans ce duché, Othon fit nommer Brunon archevêque de Cologne. Othon vainquit ensuite Conrad, et lui confisqua la Lotharingie qu'il confia à Brunon, désormais duc de Lotharingie.
La Lotharingie avait été un duché qui avait souvent changé d'alliance entre la Germanie et la Francie, et dont beaucoup de ducs s'étaient révoltés. Afin de diminuer cette menace incessante, Brunon la divisa en 959 en Basse-Lotharingie et en Haute-Lotharingie, et nomma des vice-ducs à la tête de chaque partie :
- Godefroy, comte de Hainaut, de Julichgau et de Verdun, en Basse-Lotharingie ;
- Frédéric Ier, comte de Bar, en Haute-Lotharingie.

En 954, le royaume de Francie occidentale était dirigé par le roi Louis IV d'Outremer et le duc Hugues le Grand. La mort de ces deux princes rivaux, qui étaient beaux-frères de Brunon et d'Othon Ier, survint en 954 pour Louis IV et 956 pour Hugues le Grand. Laissant chacun des fils mineurs, Brunon en assura la tutelle, et fut régent du royaume de Francie occidentale. Il fait venir les reliques de saint Patrocle de Troyes à Soest, deuxième ville en importance après Cologne, marquant ainsi un acte politique. Il fut également régent pour la Germanie en 961, pendant qu'Othon Ier était en Italie.
Il est reconnu comme saint par l'Église catholique sous le nom de saint Bruno (ou Brunon) de Cologne, ou saint Bruno de Saxe. Son culte a été confirmé de nouveau en 1870, au moment de la lutte du royaume d'Italie contre les États pontificaux. Une église lui est dédiée à Cologne.[réf. nécessaire]
Il est le fondateur de l'abbaye bénédictine Saint-Pantaléon de Cologne où il est inhumé.
Sa vie est connue par les écrits de Ruotger de Cologne, moine de Saint-Pantaléon. Ce dernier a laissé une Vie de Brunon, archevêque de Cologne (Vita brunonis archiespiscopi Coloniensis). Cette Vita en 49 chapitres a été commandée par le successeur de Brunon, l'archevêque Folcmar de Cologne (de) (mort en 969).